# Средносибирско плато
Средносибѝрското плато (на руски: Среднесибирское плоскогорье) е обширно плато в Среден Сибир, разположено в северните части на Красноярски край и Иркутска област и западната част на Якутия в Русия.

## Географска характеристика

### Геаграфско положение, граници, големина
На север Средносибирското плато е ограничено от Северосибирската низина, на изток – от Централноякутската низина, на югоизток – от Северобайкалската планинска земя и планините в Прибайкалието (Байкалски хребет, Приморски хребет и др.), на юг – от планината Източни Саяни, а на запад – от Западносибирската равнина. В тези си граници заема площ около 3,5 млн.km2.

### Релеф, полезни изкопаеми
Платото е разположено в пределите на Сибирската платформа. Средната му надморска височина е 500 – 700 m. Голяма част от територията му, разположена в басейните на реките Долна Тунгуска и Подкаменна Тунгуска, Ангара и горното течение на Вилюй се характеризира със заоблени релефни форми, плоски и широки междуречия. Най-високите му участъци са разположени на северозапад, където масивите на платото Путорана се издигат на височина 1500 – 1600 m. Тук се намира и най-високата точка на цялото Средносибирско плато нръх Камен 1678 m. На североизток се издигат Анабарското плато (905 m) и възвишението Букочан (725 m), на изток се простира обширното Вилюйско плато (962 m), в центъра – платото Сиверма (901 m), а на запад – Тунгуското плато (866 m), спускащо се стръмно към Западносибирската равнина. Южните части на Средносибирското плато са заети от Енисейското възвишение (1104 m) и Заангарското плато на запад, на изток от тях е Централнотунгуското плато (593 m), а в най-южните части са разположени Приангарското плато (504 m), Бирюсинското плато, Ангарското възвишение (946 m) и Лено-Ангарското плато (863 m).
В недрата на Средносибирското плато са открити много находищата на полезни изкопаеми и част от тях се експлоатират: никелови и медни руди (в района на Норилск), железни руди (Ангаро-Илимски и Ангаро-Питски железнорудни басейни), каменни въглища (Тунгуски, Черемховски, Кански басейни), графит, каменна сол, природен газ и др.

### Климат
Климатът в региона е рязко континентален със студена и продължителна зима (средна януарска температура от –20 °C на югозапад до –44 °C на североизток) и топло лято (средна юлска температура от 12 °C на север до 20 °C на юг). Годишната сума на валежите варира от 200 – 350 mm на изток до 400 – 500 mm на запад, а на платото Путорана – до 700 – 800 mm. Почти повсеместно е разпространена вечно замръзналата почва.

### Реки, езера
Всичките реки протичащи по територията на платото принадлежат към водосборния басейн на Северния ледовит океан. Болшинството от тях са пълноводни, текат предимно в дълбоки и тесни долини, имат бързо течение и изобилстват с бързеи и прагове.
По-голямата част от Средносибирското плато се отводнява от реки, принадлежащи към водосборния басейн на Енисей, които текат предимно в западна посока. Най-големи от тях са: Ангара с притоците си Ока, Илим, Кова, Чадобец, Иркинеева и Тасеева със съставящите я Бирюса и Чуна; Голям Пит, Подкаменна Тунгуска с притоците си Катанга, Тетере, Камо, Чуня и Велмо; Бахта; Долна Тунгуска с притоците си Непа, Голяма Ерьома, Тетея, Илимпея, Ейка, Кочечум с Ембенчиме и Тембенчи, Виви, Таймура, Учами, Тутончана и Северна; Курейка.
Югоизточните и източните части на платото се отводняват основно от левите притоци на река Лена: Киренга (десен приток), Пеледуй, Нюя, Вилюй с протоците си Тюнг, Марха, Игиата, Чона и Улахан-Вава, Линде и Муна.
В северната му част протичат горните течения на реки, директно вливащи се в Северния ледовит океан: Пясина, Хета с Аян, Аякли и Маймеча, Котуй с Мойеро и Котуйкан, Попигай, Анабар с Голяма Куонамка и Малка Куонамка и Оленьок с притоците си Арга-Сала и Силигир.
На територията на Средносибирското плато са разположени стотици езера, като най-големите и най-дълбоките се намират в северозападната му част: Лама, Кета, Хантайско, Дюпкун, Виви, Аян, Есей и др.

### Почви, растителност, животински свят
Голяма част от платото е разположена в зоната на светлата иглолистна тайга, сред която преобладават горите от лиственица (сибирска лиственица на запад, даурска лиственица на изток), развити върху слабоподзолисти и ливадно-подзолисти почви, а на север – върху глинести подзолисти почви. На юг, в басейна на река Ангара широко разпространение имат боровите и борово-лиственичните гори, върху ливадно-подзолисти почви. Районите разположени на север от долината на река Подкаменна Тунгуска са заети от редки и ниски лиственични гори. На юг сред тайгата в Канската и Иркутско-Черемховската равнина и в басейна на река Куда (десен приток на Ангара) се срещат „острови“ с лесостепна растителност (Красноярска лесостеп, Канска лесостеп, Балаганска степ). На север в платата Путорана и Сиверма и възвишенията на Анабарския масив са разпространени обширни пространсва от планинска тундра. Планинска тундра заема и най-високите части на Лено-Ангарското плато и Енисейското възвишение (на височина над 1000 m).
Най-характерните животни в тундрата са леминги, песец, бял заек, северен елен, а за тайгата – лос, дива свиня, кафява мечка, росомаха. Има множество видове птици, а реките и езерата са богати на риба. Промишлено значение имат животните с ценна кожа – белка, собол, ондатра и др.

## Национален Атлас на Русия
- Средносибирско плато, север[3]
- Средносибирско плато, юг[4]